# Borremose

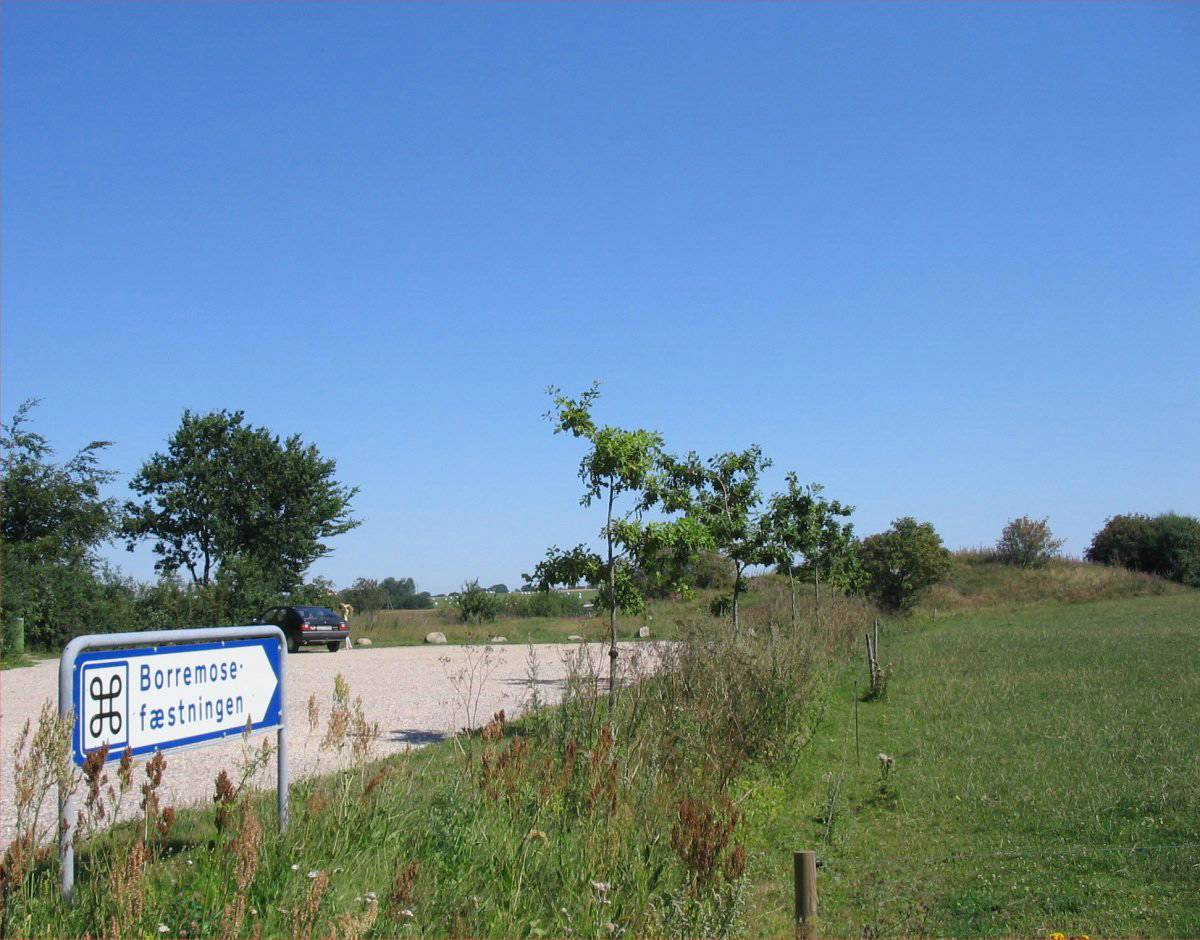
Infart till Borremosefästningen.

Borremose är en mosse i Himmerland på Nordjylland i Danmark.
På en holme i södra änden av mossen ligger Borremose befästning från tidig järnålder.
I Borremose har även flera mosslik från bronsåldern hittats. I den närbelägna mossen Rævemose påträffades Gundestrupskitteln.